# Complesso universitario di San Pietro Martire
Il Complesso universitario di San Pietro Martire, comunemente detto Complesso di Porta di Massa, è un edificio di Napoli, che si apre lungo Via Porta di Massa ad angolo con corso Umberto I. Dal 1961 è sede del Dipartimento di Studi umanistici dell'Università degli Studi di Napoli Federico II, che include i corsi di Laurea di Archeologia e Storia dell'Arte, Discipline della Musica e dello Spettacolo, Filologia, Filosofia, Lettere, Lingue e letterature, Psicologia e Storia.

## Storia
L'edificio fu realizzato nel 1557 dall'architetto Giovanni Francesco Di Palma durante un piano di ristrutturazione generale del complesso domenicano. Durante i lavori, la struttura fu dotata di un interessante sistema idrico che raccoglieva l'acqua da ogni parte del convento e alimentava le fontane dell'edificio; la fontana centrale era alimentata dall'Acquedotto della Bolla.
Agli inizi del XVII secolo, nell'edificio nacque l'accademia di San Pietro Martire dove si riunivano i nobili; uno dei suoi membri più illustri fu Onofrio Riccio, medico e filosofo.

Nel medesimo periodo, la peste del 1656, che non risparmiò i frati domenicani, rappresentò una pagina nera della storia del complesso.
Ciò nonostante, nel corso della propria esistenza il monastero organizzò feste per il popolo e anche commedie.

Tuttavia, nel 1808 fu soppresso per volontà di Giuseppe Bonaparte e la struttura divenne officina di tabacchi per lungo tempo, finché nel 1961 divenne facoltà universitaria dell'Ateneo federiciano.

Il complesso fu restaurato dopo il terremoto del 1980.

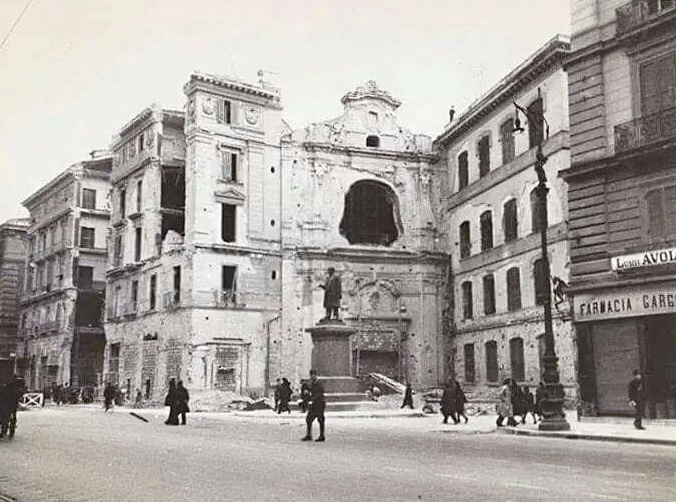
Uno scorcio del palazzo può essere notato sulla destra, accanto alla Chiesa di San Pietro Martire. Napoli, 1943.

La struttura dell'edificio è quadrangolare: ogni lato presenta sette arcate, con al centro una fontana del XVI secolo in marmo.

### Esterno

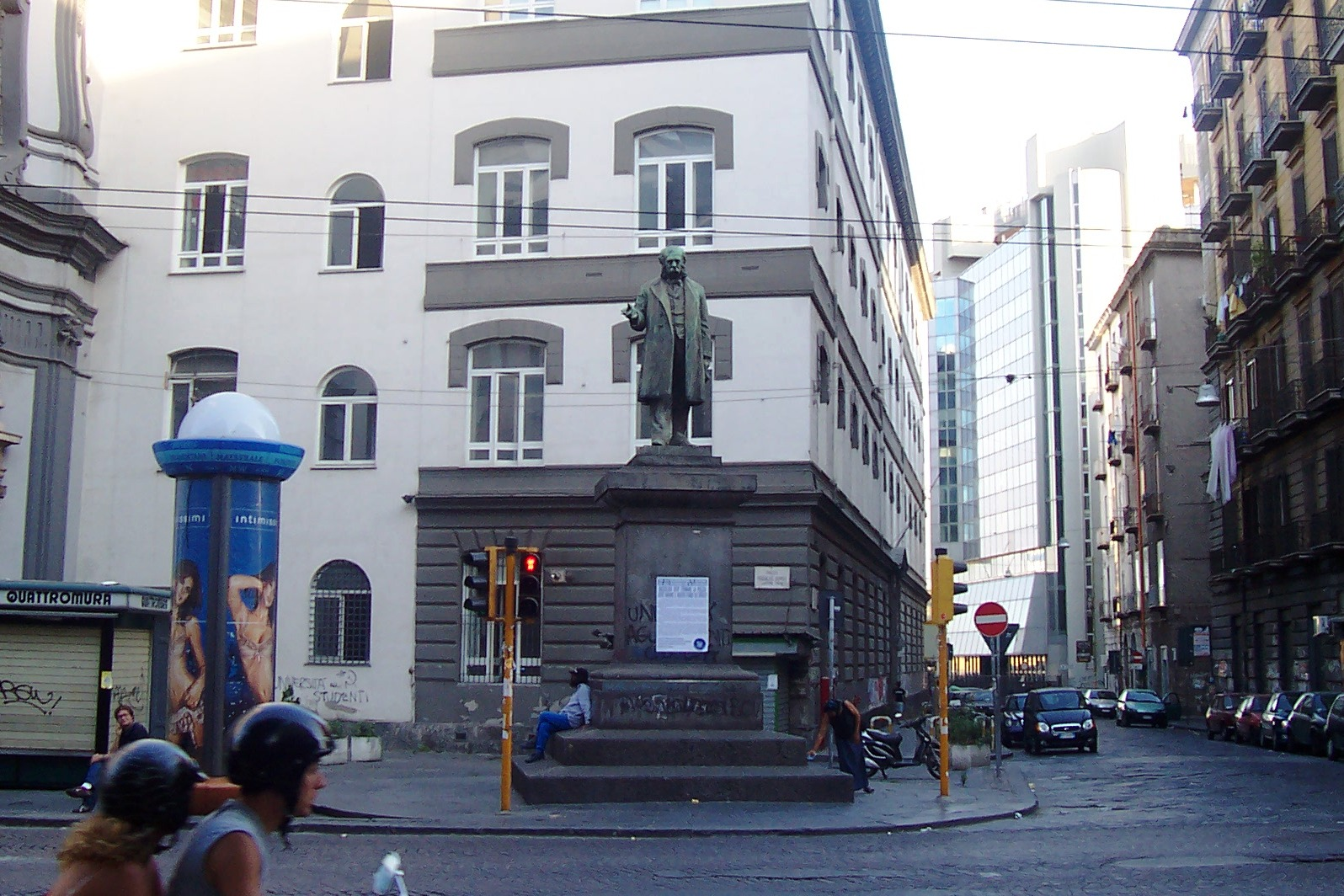
Statua di bronzo dedicata a Ruggiero Bonghi, situata all'esterno dell'edificio

### Interno

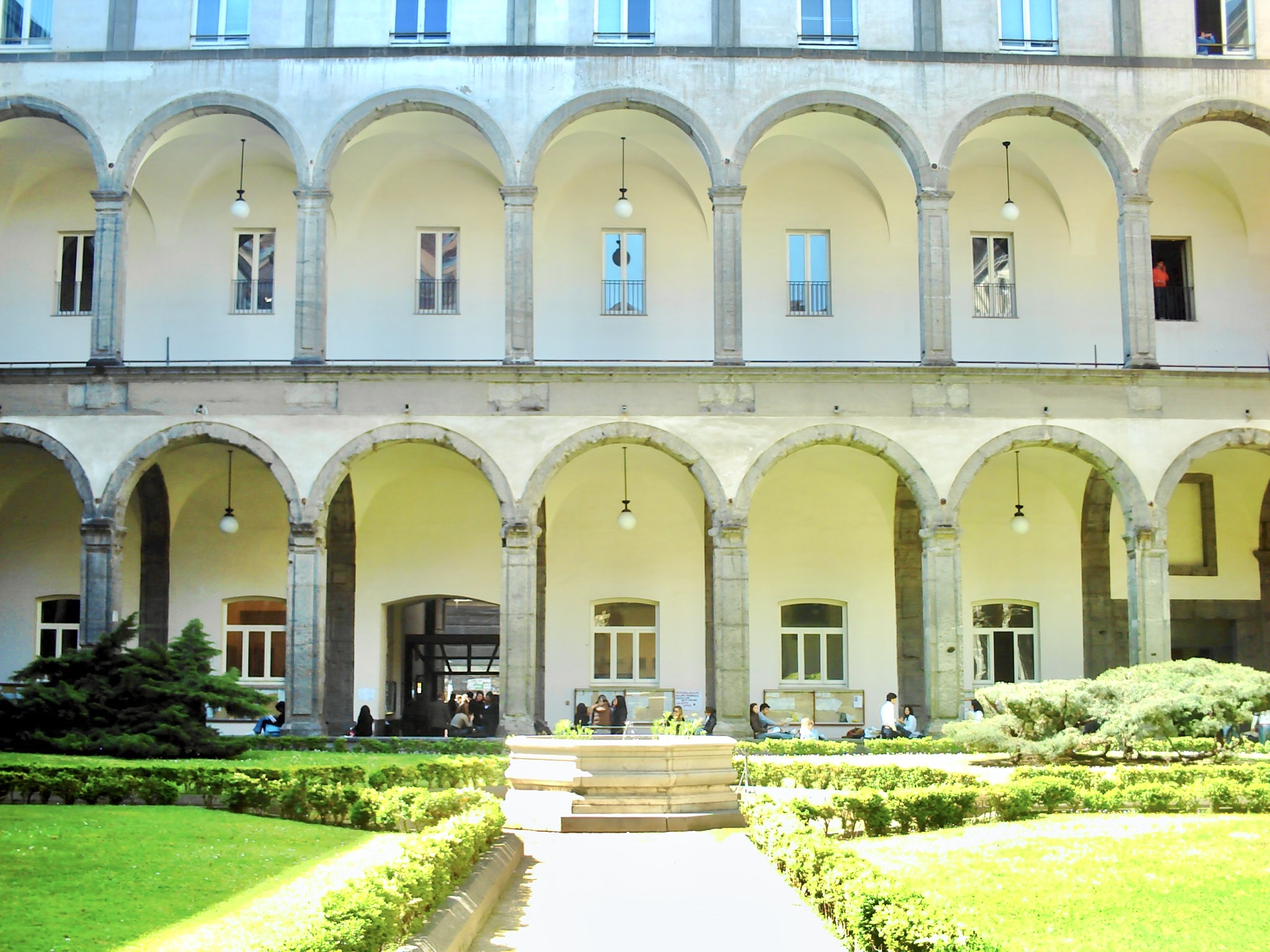
Fontana esagonale

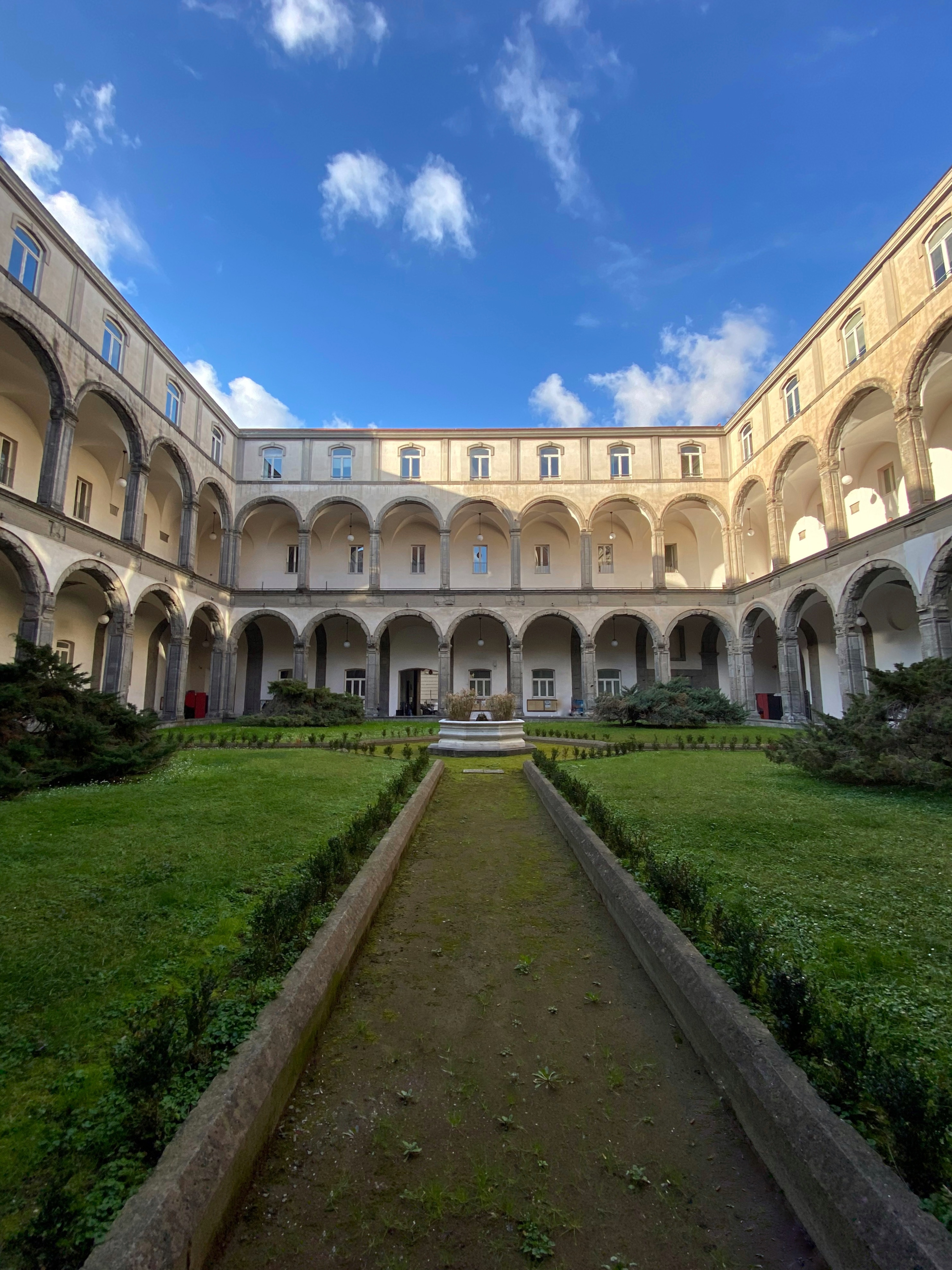
Giardino all'interno del complesso

## Corsi di studio
I seguenti corsi di studio dell'Ateneo federiciano hanno sede presso il Complesso universitario.

### Triennali
- Archeologia, Storia delle Arti e Scienze del Patrimonio Culturale
- Filosofia
- Lettere Classiche
- Lettere Moderne
- Lingue, Culture e Letterature Moderne Europee
- Scienze e Tecniche Psicologiche
- Storia

### Magistrali
- Archeologia e Storia dell'Arte
- Coordinamento dei Servizi Educativi per la prima Infanzia e per il Disagio Sociale
- Discipline della Musica e dello Spettacolo. Storia e Teoria.
- Filologia Moderna
- Filologia, Letterature e Civiltà del Mondo Antico
- Filosofia
- Lingue e Letterature per il Plurilinguismo Europeo
- Management del Patrimonio Culturale
- Psicologia
- Scienze Storiche

## Trasporti
La Sede di via Porta di Massa dell'ateneo federiciano è raggiungibile tramite:
- Linea 1, stazione Università, stazione Duomo
- Linee 460, 202, N2, N3, R2, C57, E1, E2, R2
- Linee 001, 002, 010
- Linee 5000, 5370